# Perevalne
Perevalne ou parfois Pereval'ne (en ukrainien : Перевальне), Perevalnoïe (en russe : Перевальное; en tatar de Crimée : Anğara, Ангъара, Angara depuis 1945) est un village de Crimée. Le village de Perevalne est administré par le conseil du village de Dobroïe qui est lui sous l'autorité du raïon de Simferopol en Crimée.

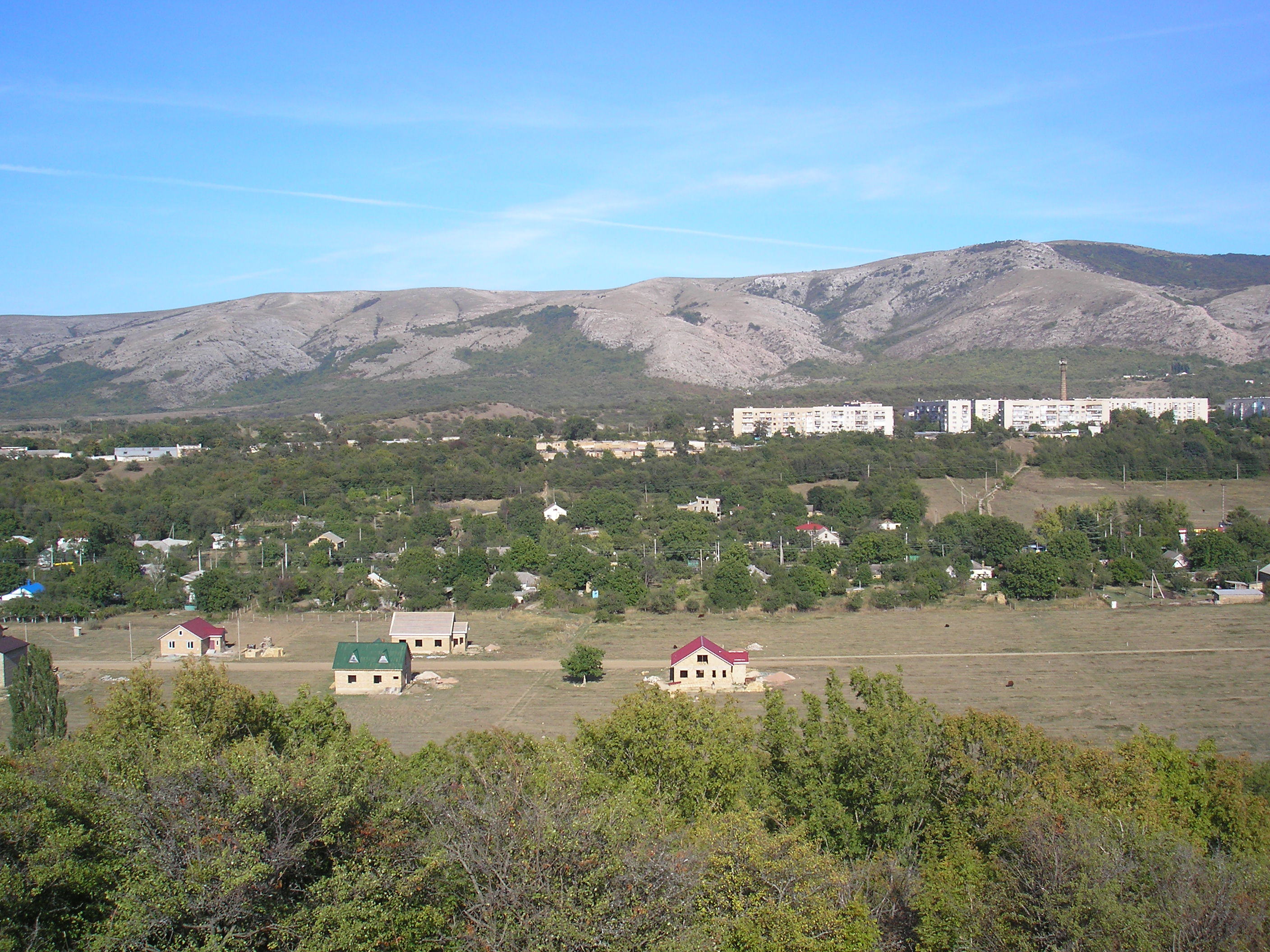
Village de Perevalne et sa garnison

## Géographie
Le village est situé au milieu des Monts de Crimée, proche du massif du Tchatyr-Dah. L'autoroute Simferopol - Alouchta - Yalta traverse le village, ainsi que la ligne de trolleybus de Crimée qui s'arrête dans ce village.

## Histoire

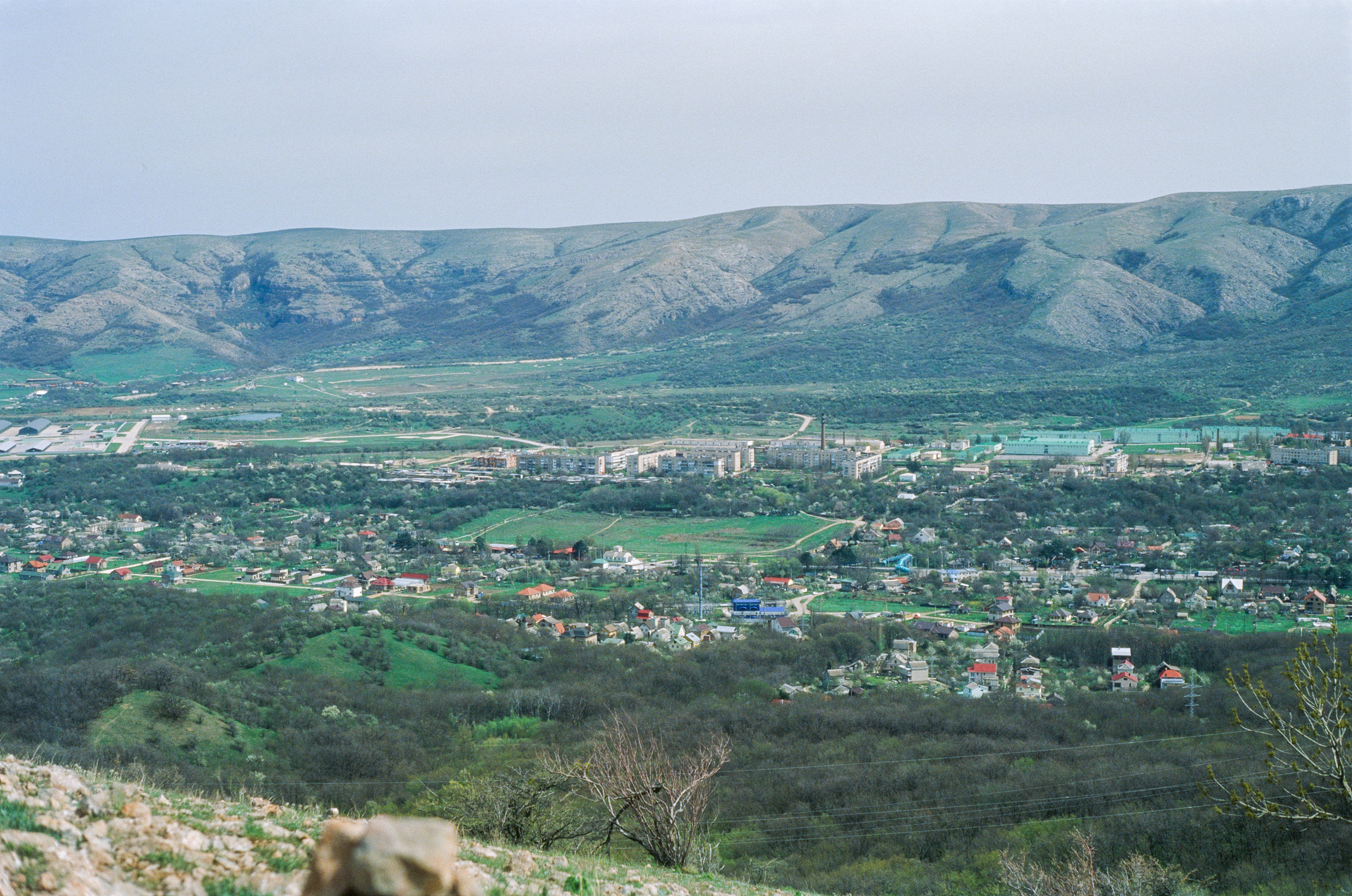
Vue orientée (donc vers l'est, 2021)

Ce village est documenté pour la première fois en 1864 dans la liste des lieux de peuplement du gouvernement de Tauride, comme hameau avec une auberge, le lieu étant nommé Angara, d'après la rivière du même nom, affluent du Salguir. En 1889, l'endroit (écrit Angora) a déjà quinze foyers pour cinquante-sept habitants et fait partie de l'ouïezd de Simféropol.

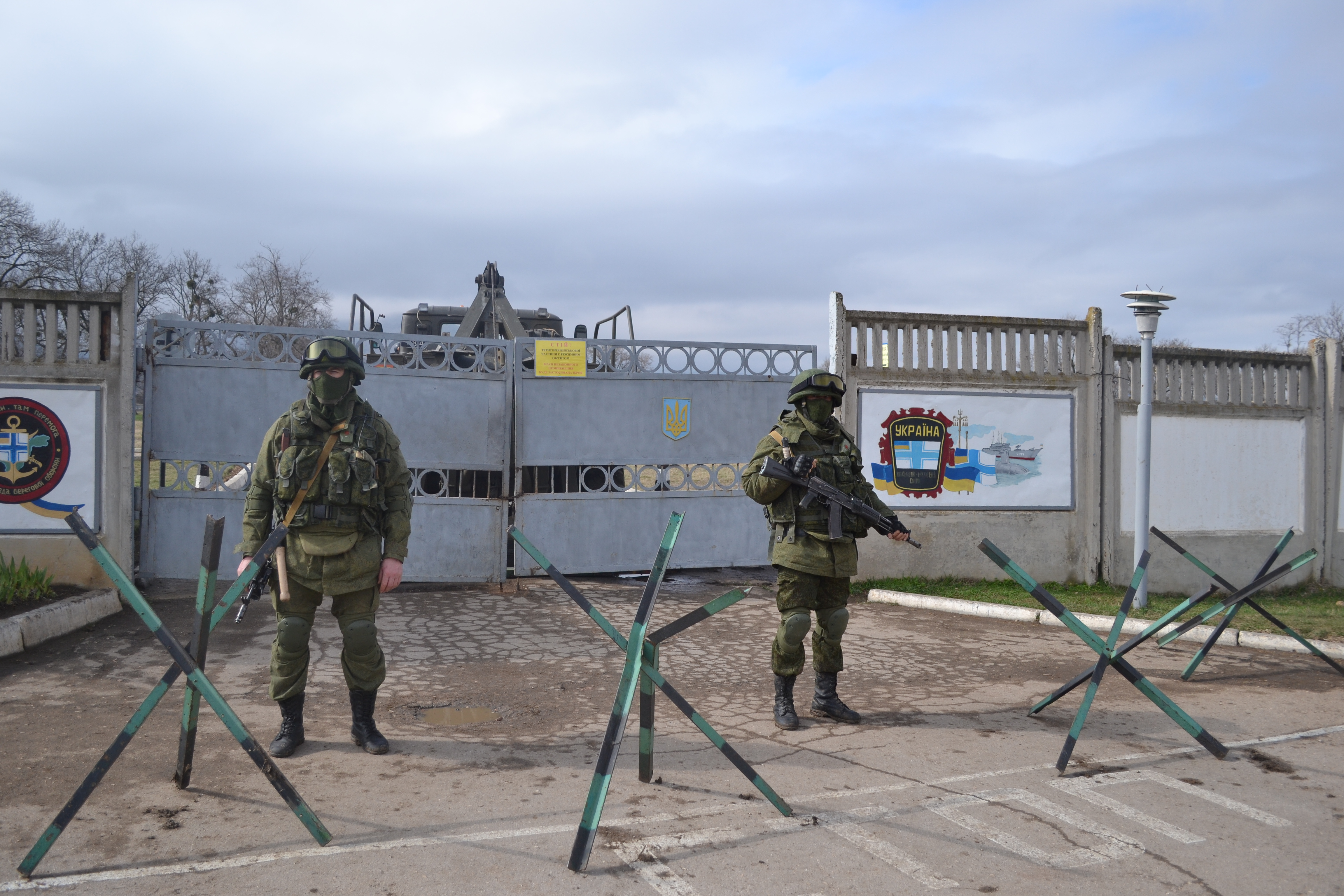
Les petits hommes verts bloquant la base de Perevalne.

Une garnison militaire (воинская часть A-2320) est présente à Perevalne. Cette garnison était un ancien camp d'entraînement pour les forces spéciales soviétiques. La 36e brigade d'infanterie côtière mécanisée séparée ukrainienne s'y trouvait et a été encerclée par des troupes russes sans insigne de grade militaire ni cocarde pendant la crise de Crimée de 2014,,.

## Population
D'après le recensement ukrainien de 2001, sa population était de 3 660 habitants. La Grotte Rouge s'y trouve.